# 祥恩
祥恩（1793年—19世纪？），字泽夫，号云五，一号耘五，于氏，汉军镶黄旗人。道光丁酉科举人，庚子科进士。
道光二十年曾任山东泗水县知县，二十三年任癸卯科山东乡试同考官，咸丰五年曾任山东诸城县知县。